# 1981年の全日本フォーミュラ・パシフィック選手権
1981年の全日本フォーミュラ・パシフィック選手権は、1981年（昭和56年）3月1日に筑波サーキットで開幕し、同年10月30日 - 10月31日に鈴鹿サーキットで閉幕した全9戦によるシリーズである。

## スケジュール及び勝者
|       | 開催日              | 開催場所           | イベント名                               | 優勝者     |
| ----- | ------------------- | ------------------ | ---------------------------------------- | ---------- |
| 第1戦 | 3月1日              | 筑波サーキット     | RRC筑波チャンピオンズ第1戦               | 高橋健二   |
| 第2戦 | 3月15日             | 西日本サーキット   | 全日本FP選手権レース                     | 長谷見昌弘 |
| 第3戦 | 4月12日             | 富士スピードウェイ | 日本フォーミュラ千選手権レース大会       | 高橋健二   |
| 第4戦 | 4月26日             | 筑波サーキット     | 筑波チャレンジカップレース               | 中嶋悟     |
| 第5戦 | 5月10日             | 筑波サーキット     | レース・ド・ニッポン筑波                 | 星野一義   |
| 第6戦 | 6月21日             | 筑波サーキット     | 筑波チャレンジカップレース第3戦          | 星野一義   |
| 第7戦 | 8月29日 - 30日      | 鈴鹿サーキット     | インターナショナル鈴鹿1000㎞自動車レース | 中嶋悟     |
| 第8戦 | 9月20日             | スポーツランドSUGO | 日本フォーミュラパシフィック選手権レース | 星野一義   |
| 第9戦 | 10月30日 - 10月31日 | 鈴鹿サーキット     | JAF鈴鹿グランプリ自動車レース            | 長谷見昌弘 |